# 산데푸 전투
산데푸 전투(러시아어: Сражение при Сандепу) 또는 흑구대 전투(일본어: 黒溝台会戦 콧코다이 카이센[*])는 러일 전쟁 후기 만주 남부 선양시의 58km 내에서 일본군과 러시아군이 치른 전투이다.

## 배경
사하 전투 후 러시아군과 일본군은 겨울이 시작되기 전 봉천 남쪽에서 대치하고 있었다. 오스카르 그리펜베르크가 지휘하는 러시아 제2군은 일본군의 왼쪽 측면이 러시아군에게 노출된 것을 확인했다.
1905년 1월 2일 일본군이 여순항 포위에서 러시아군의 항복을 얻어내자 노기 마레스케의 일본군 제3군이 더 증원되어 일본군은 더욱 강력해지고 있었다. 이에 그리펜베르크 사령관은 이러한 상황을 돌파할 새로운 공격을 준비했다.

## 전투 과정
알렉세이 쿠로파트킨 사령관의 반대를 물리치고 그리펜베르크는 공격을 준비해 1월 25일 유럽 군대에서 파병 온 러시아 육군 8군을 10개로 분할하고 5개 소총 여단과 제1 시베리아 육군 부대, 상당량의 기병대, 350개의 소총과 28만 5000명의 병력을 준비시켰다.
그리고 총공격을 개시해 흑구대시 부근에서 일본군의 왼쪽 측면을 공격하여 거의 돌파하였는데 이는 막 준집결하여 야영하던 일본군을 놀라게 하였으나 곧이은 일본군의 맹렬한 저항, 눈보라 등의 기상 조건, 다른 러시아 부대의 지원 없이 공격은 교착상태에 빠졌다.
1월 29일 그리펜베르크는 쿠로파트킨 사령관으로부터 중지 명령을 받았는데 당시에 러시아군은 갑작스럽게 얻은 승리로 사기가 올라가고 전투 능력도 충분한 상태였다. 이 전투 후 그리펜베르크는 사임하고 모스크바로 돌아가 신문에 쿠로파트킨 사령관이 자신의 전공을 질투해 작전 중지 명령을 내렸다고 주장했다.

## 결과 및 영향
이 전투에서 양측 모두 많은 피해를 냈지만 결판을 내진 못했고 일본군은 시베리아 철도를 통해 러시아 지원군이 도착하기 전에 만주의 러시아군을 괴멸시켜야 함을 알고 있어 봉천 전투에서 마지막 결전을 벌이게 된다.

## 참고자료
- Connaughton, R. M. (1988). 《The War of the Rising Sun and the Tumbling Bear—A Military History of the Russo-Japanese War 1904–5》. 런던. ISBN 0-415-00906-5.
- Jukes, Geoffry. The Russo-Japanese War 1904–1905. Osprey Essential Histories. (2002). ISBN 978-1-84176-446-7.
- 코우너, 로템 (2006). 《Historical Dictionary of the Russo-Japanese War》. ISBN 0-8108-4927-5: The Scarecrow Press. |location=에 templatestyles stripmarker가 있음(위치 1) (도움말)
- McCullagh, Francis. (1906). With the Cossacks; Being the Story of an Irishman who Rode with the Cossacks throughout the Russo-Japanese War. London: E. Nash. [http://www.worldcat.org/title/with-the-cossacks-being-the-story-of-an-irisman-who-rode-with-the-cossacks-throughout-the-russo-japanese-war/oclc/777525 OCLC 777525